# Journal of Immunology
Journal of Immunology es una revista médica quincenal revisada por pares que publica estudios básicos y clínicos en todos los aspectos de la inmunología . Establecida en 1916, cambió su nombre a Journal of Immunology, Virus Research and Experimental Chemotherapy de 1943 a 1949, luego volvió a ser la Journal of Immunology original en 1950. Es la publicación oficial de la Asociación Estadounidense de Inmunólogos. El editor en jefe es Eugene M. Oltz.

## Métricas de revista
2022
- Web of Science Group :5.422
- Índice h de Google Scholar: 387
- Scopus: 4.779